# Charles Bretagne Marie Joseph de La Trémoille
Charles Bretagne Marie Joseph de La Trémoille (* 24. März 1764 in Paris (Saint-Jacques-du-Haut-Pas); † 10. November 1839) Herzog von La Trémoille, Herzog von Thouars, Fürst von Tarent und Graf von Laval, war ein französischer Adliger und Militär des Ancien Régime, während der Revolution (als Emigrant) und der Restauration.

## Leben
Er war der Sohn von Jean Bretagne Charles Godefroi de La Trémoille († 1792) 6. Herzog von La Trémoille, 7. Herzog von Thouars, und Marie Maximiliane Luise Prinzessin zu Salm-Kyrburg († 1790). Ab 1792 war er 7. Herzog von La Trémoille, 8. Herzog von Thouars, Fürst von Tarent und Graf von Laval.
1789 wurde er zum Oberst ernannt. Während der Revolution ging er ins Exil und schloss er sich Condé und der Armee der Emigranten an.
Am 4. Juni 1814 wurde er zum Pair von Frankreich auf Lebenszeit ernannt, am 19. August 1815 zum erblichen Pair, am 31. August 1817 zum erblichen Duc-Pair. 1824 wurde er zum Lieutenant-général befördert. Am 14. Mai 1826 wurde er in den Orden vom Heiligen Geist aufgenommen.

## Ehen und Nachkommen
Er heiratete am 20. Juli 1781 Louise Emmanuelle de Châtillon, genannt Mademoiselle d’Argenton, Dame de Wideville (* 23. Juli 1763 in Paris; † zwischen 22. Juni und 4. Juli 1814 bei Sankt Petersburg), Tochter von Louis Gaucher de Châtillon, 2. Herzog von Châtillon (Mauléon), Pair von Frankreich, und Adrienne Émilie Félicité Josèphe de La Baume Le Blanc de la Valliére; sie ist die Enkelin von Louis César de La Baume Le Blanc, Herzog von La Vallière.
Louise-Emmanuelle wurde 1785 Palastdame der Königin Marie-Antoinette. Am 10. August 1792 war sie Zeugin des Sturms auf die Tuilerien, sie wurde verhaftet und im Prison de l’Abbaye inhaftiert. Während der Septembermassaker 1792 wurde sie freigelassen, sie emigrierte anschließend nach London. Sie lebte ab 1797 mit am russischen Hof, wo sie zur Ehrendame der Zarin Maria Feodorowna wurde. 1801 kehrte sie nach Frankreich zurück, wo sie bei ihrer Mutter in Paris und Wideville lebte; 1804 kehrte sie mit der Familie Golowin nach Russland zurück, bei der sie 1814 in Sankt-Petersburg starb.
Das Paar hatte eine Tochter:
- Caroline (* 26. Oktober 1788 in Paris; † 15. Februar 1791)

Am 9. Juni 1817 heiratete er in Voisins in zweiter Ehe Marie Virginie de Saint-Didier († 16. Januar 1829), Tochter von Antoine, Comte de Saint-Didier. Sie hatten zwei Töchter:
- Charlotte Antoinette Amélie Zéphyrine (* 8. Oktober 1825; † 21. Dezember 1879); ⚭ 6. Dezember 1843 François Jean Baron de Wijkerslooth van Weerdesteijn († 13. November 1864)
- Éléonore (* 17. Januar 1827; † 26. November 1846); ⚭ 21. März 1844 Friedrich V. Fürst zu Salm-Kyrburg, Grande von Spanien 1. Klasse († 12. April 1887)

Am 14. September 1830 heiratete er in dritter Ehe Valentine Eugénie Joséphine de Walsh Serrant (* 7. März 1810; † 10. September 1887), Tochter von Antoine Joseph Philippe Walsh, Comte de Serrant, und Charlotte Elisabeth Marie Rigaud de Vaudreuil, Enkelin von François Jacques Walsh de Serrant (väterlicherseits) bzw. Louis-Philippe de Vaudreuil (mütterlicherseits), sowie Erbin des Schlosses Serrant im Anjou. „Eine elegante Erscheinung und ein origineller Geist (der) sein Leben lang weder an Gott noch an den Teufel glaubte und gut die Idee einer der großen Voltaireschen Damen des letzten Jahrhunderts vermitteln würde“.
Sie hatten zwei Kinder:
- Marie-Henriette
- Louis Charles de La Trémoille (* 26. Oktober 1838; † 4. Juli 1911), folgt 1839 als 8. Herzog von La Trémoille, 9. Herzog von Thouars, Fürst von Tarent et Talmond; ⚭ 2. Juli 1862 Marguerite Duchâtel (* 16. Dezember 1840; † 19. September 1913), Tochter von Charles Marie Comte Duchâtel und Eglé Rosalie Paulée